# Remain in Memory - The Final Show
Remain in Memory - The Final Show è un album live del gruppo hardcore punk statunitense Good Riddance, pubblicato nel 2008 dalla Fat Wreck Chords.

## Tracce
1. Intro
2. Heresy, Hypocrisy, and Revenge
3. Made to Be Broken
4. More Depalma, Less Fellini
5. Weight of the World
6. Flies First Class
7. Think of Me
8. Yesterday's Headlines
9. Without Anger
10. Out of Mind
11. Salt
12. A Credit to His Gender
13. United Cigar
14. 21 Guns
15. Last Believer
16. Fertile Fields
17. Darkest Days
18. One for the Braves
19. Shadows of Defeat
20. All Fall Down
21. Letters Home
22. Indoctrination
23. Not So Bad
24. 30 Day Wonder
25. Steps
26. Shit-Talking Capitalists
27. Libertine
28. Pisces/Almost Home
29. Winning the Hearts and Minds
30. Mother Superior
31. Waste

## Formazione
- Russ Rankin – voce
- Luke Pabich – chitarra
- Chuck Platt – basso
- Sean Sellers - batteria